# نهر بيديوس
بيديوس هو نهر يبلغ طوله 98 كلم ينبع من جبال ترودوس بالقرب من دير ماخايراس ويصب في خليج فاماغوستا ويعتبر أطول نهر في قبرص. تم بناء سد عليه في تاماسوس في سنة 2002.